# Bolder (meerpaal)

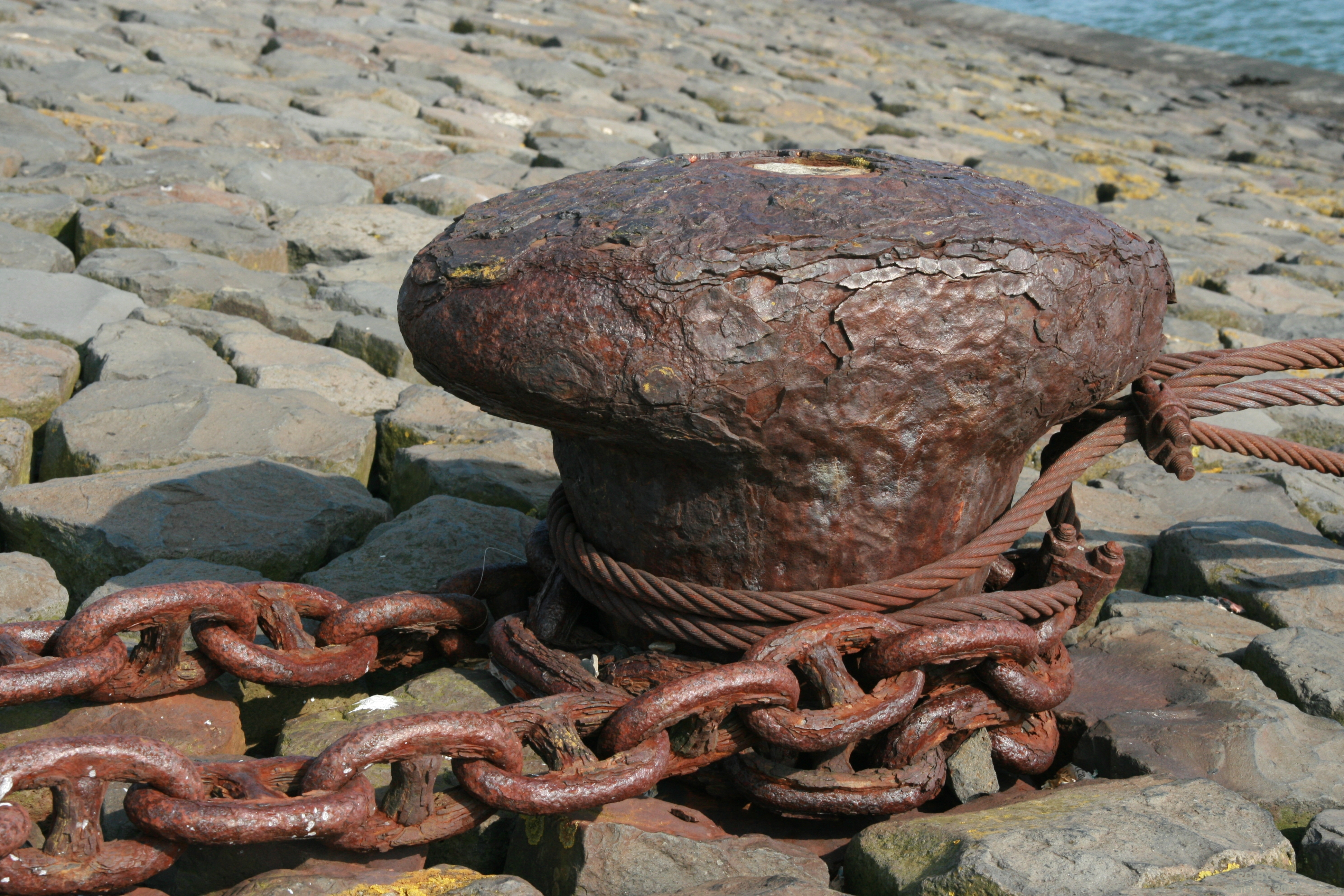
Verweerde bolder bij Hoek van Holland

Een bolder of soms ook wel meerpaal, in Vlaanderen ook wel bollaard genoemd, is:
- een inrichting aan de wal, waar een schip, door middel van een tros of landvast, aan vastgelegd kan worden.
- dat onderdeel van de scheepsconstructie, waarmee een schip wordt vastgelegd.

## Constructie
In veel havenplaatsen werden afgedankte scheepskanonnen als bolder ingegraven om ze alsnog een nuttige functie te geven.
Om slijten van de tros te voorkomen, is de bolder voorzien van afgeronde hoeken. Om losschieten te voorkomen, is de bolder aan de bovenzijde voorzien van een dikkere kop of van een of meer uitstekende pennen. In de Rotterdamse haven zijn bolders met drie uitstekende pennen te vinden waarvan de vorm doet denken aan een olifantskop.
Aan boord van een schip is het meestal een pijp door het dek, die zeer stevig aan de romp is bevestigd. Op een bolder moet men de massa van het schip af kunnen stoppen. Door de pijp zijn pennen gestoken, waarop het meertouw kan worden belegd. Zie ook steekeind
Er zijn ook bolders die enigszins op een kikker lijken en bestaan uit twee schuin geplaatste pijpen. Er bestaan ook dubbele bolders die als een H met elkaar verbonden zijn. 
Als een groot of zwaar geladen schip aan een slecht onderhouden kade afmeert, kunnen beschadigingen optreden aan de kademuur. Om die reden kan een bolder vastgezet zijn door middel van breekbouten, waardoor de bolder losschiet voordat de kademuur wordt omvergetrokken. De krachten waarbij de breekbouten bezwijken, zijn bij de havenmeester bekend. Hij zal ervoor waken dat grote schepen afmeren bij de juiste bolder.

## Werking
Een bolder werkt op basis van wrijving. De tros zal altijd een aantal keer om de bolder gedraaid worden. De reden blijkt uit de meerpaalvergelijking.

## Drijvende bolder

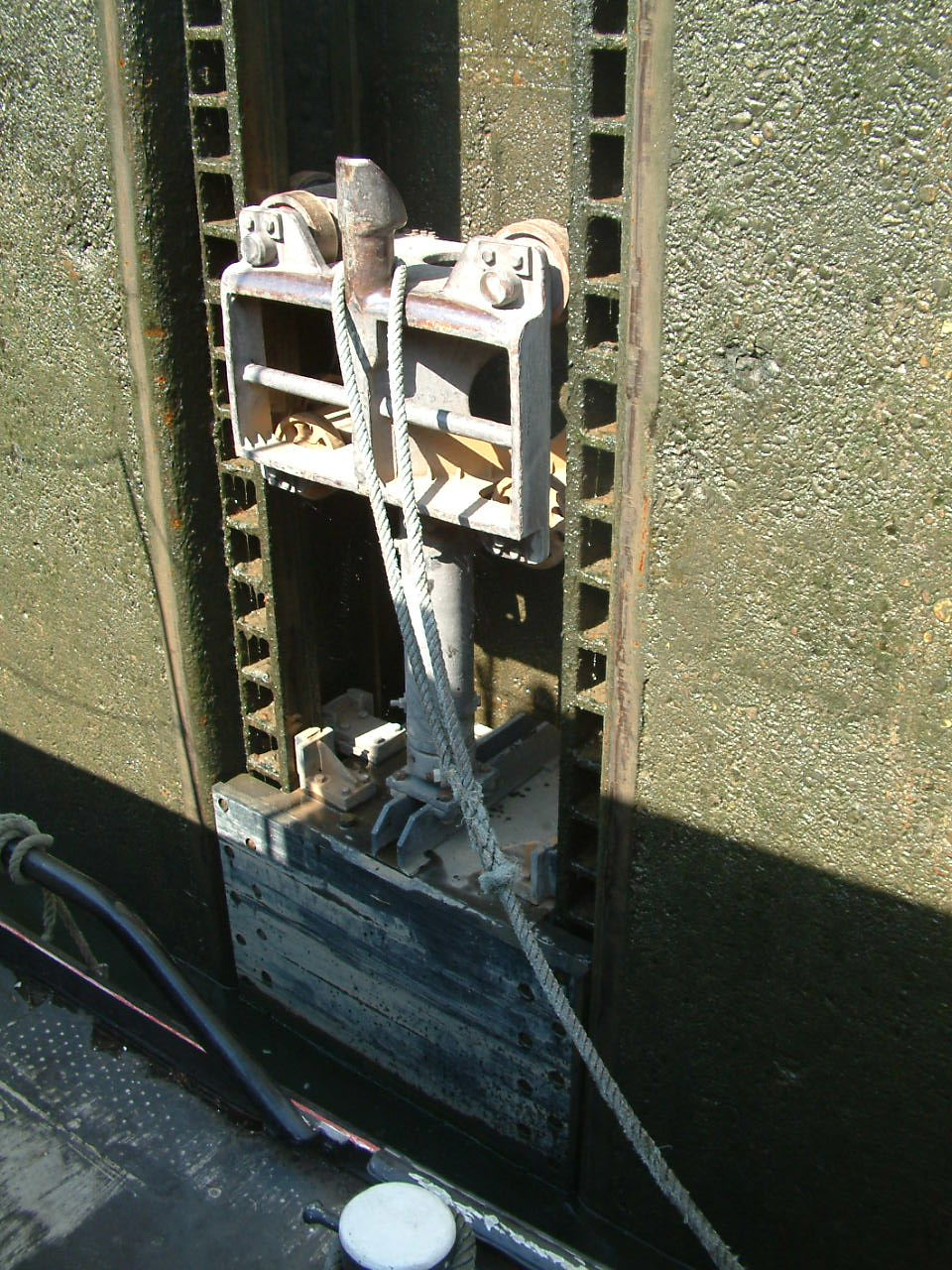
Drijvende bolder in een sluismuur

In sluizen met een groot verval worden in plaats van haalkommen drijvende bolders gebruikt. Om en om een lange en een korte. De drijver rijdt bij het schutten tussen geleiderails in de sluiswand mee omhoog en omlaag met het schip.

## Haven van Antwerpen
In de haven van Antwerpen staan 6873 bolders verspreid over een kadelengte van 156 kilometer. Elke bolder is volgestort met beton en weegt ongeveer 800 kilo. De oudste bolders dateren van 1811 en het jongste exemplaar staat aan kaai 1349 van het Verrebroekdok in de Waaslandhaven.
Op d’Helliskaai staan de enige twaalf bolders die Romeinse cijfers hebben. Net voor Hoboken aan de grens van het havengebied staat bolder nummer 1, de Delvaux-bolder, genoemd naar schilder Paul Delvaux.
In 1993 werd de eerste bolder op de Antwerpse kaaien beschilderd met een vliegenzwammotief. Dit voorbeeld werd al snel gevolgd door andere bolderliefhebbers met artistieke aspiraties. In het najaar 2011 werden 20 bolders in Antwerpen beschilderd door Bekende Vlamingen.

Bolderkunst in Antwerpen
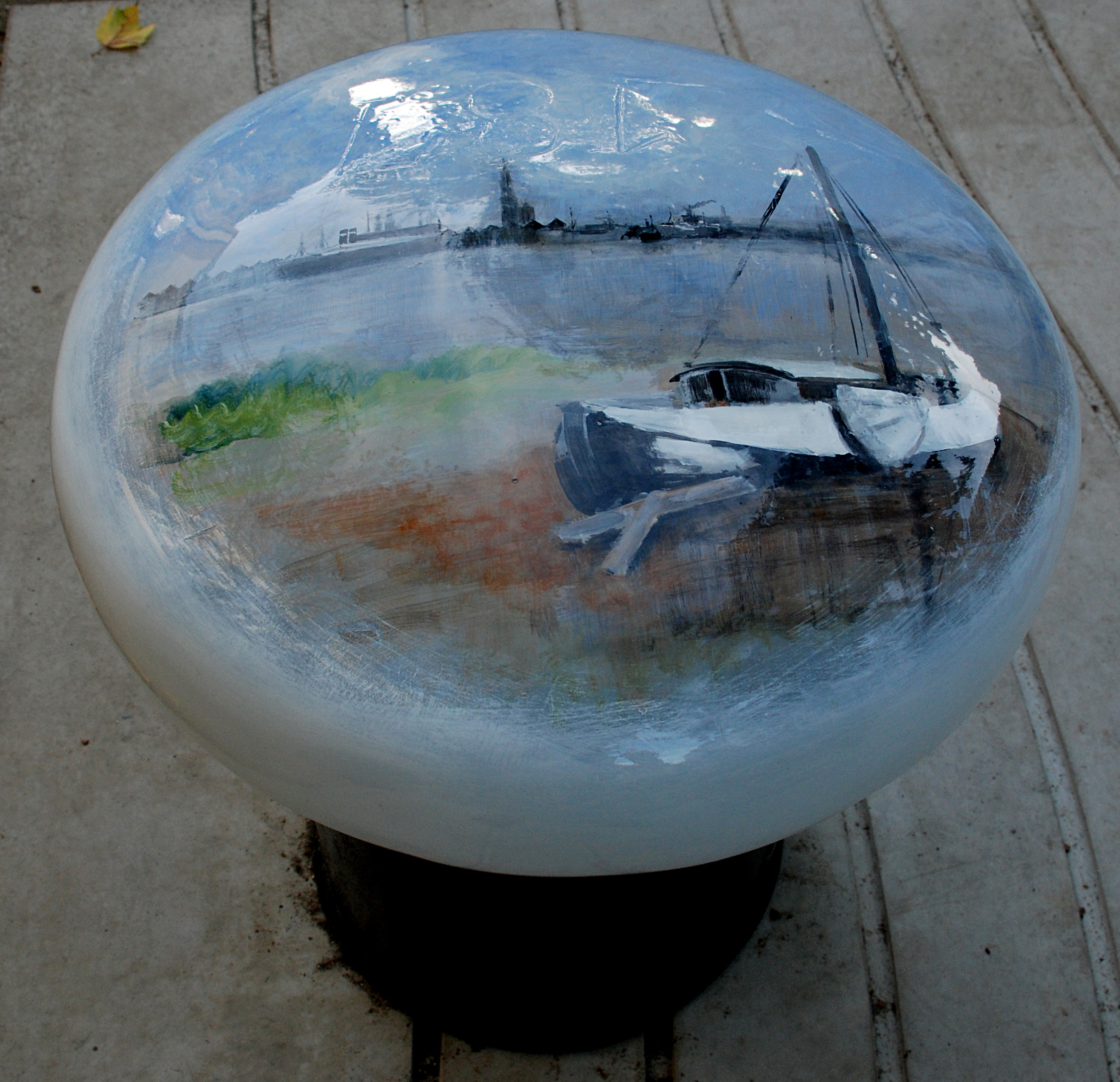
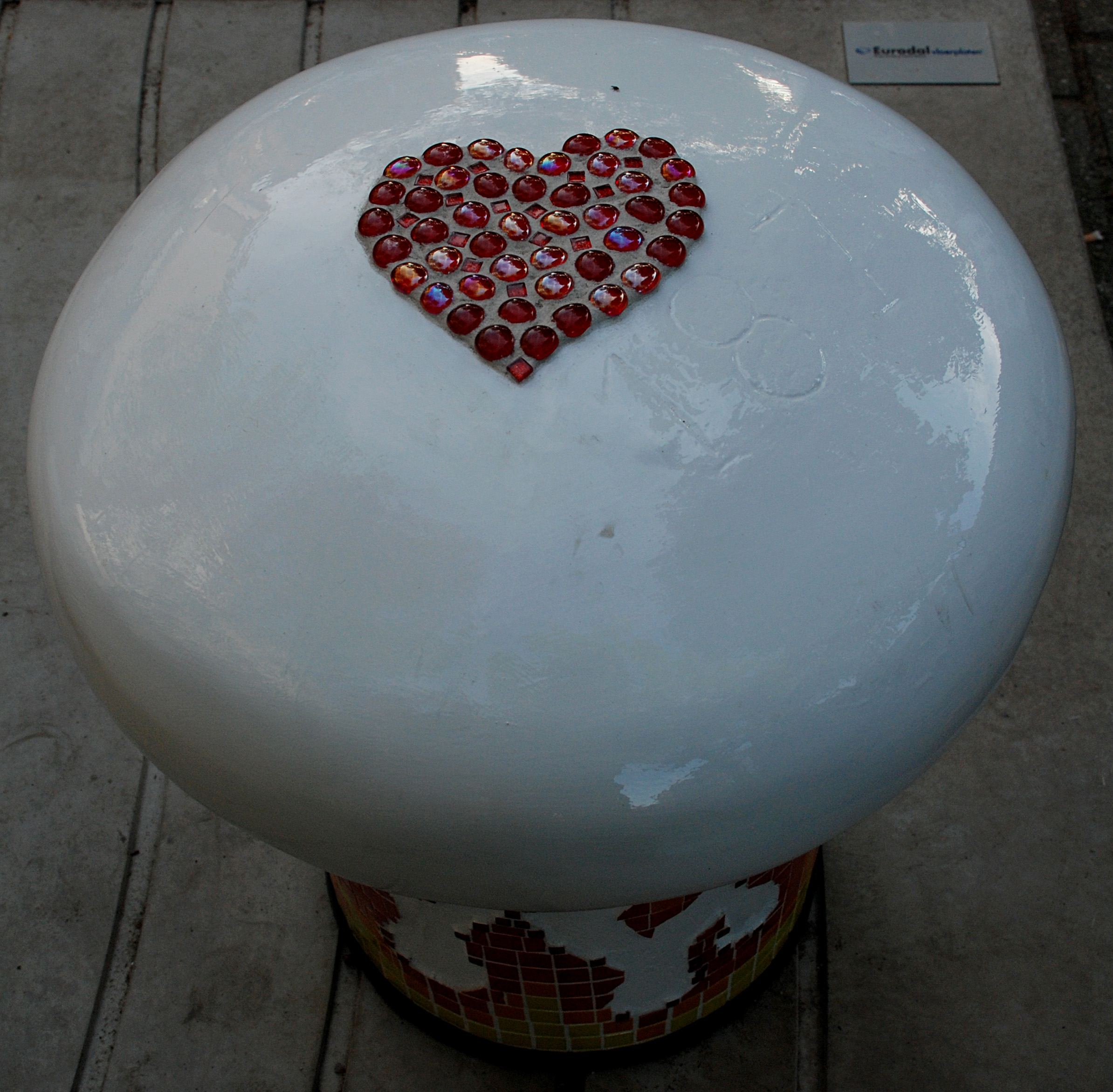
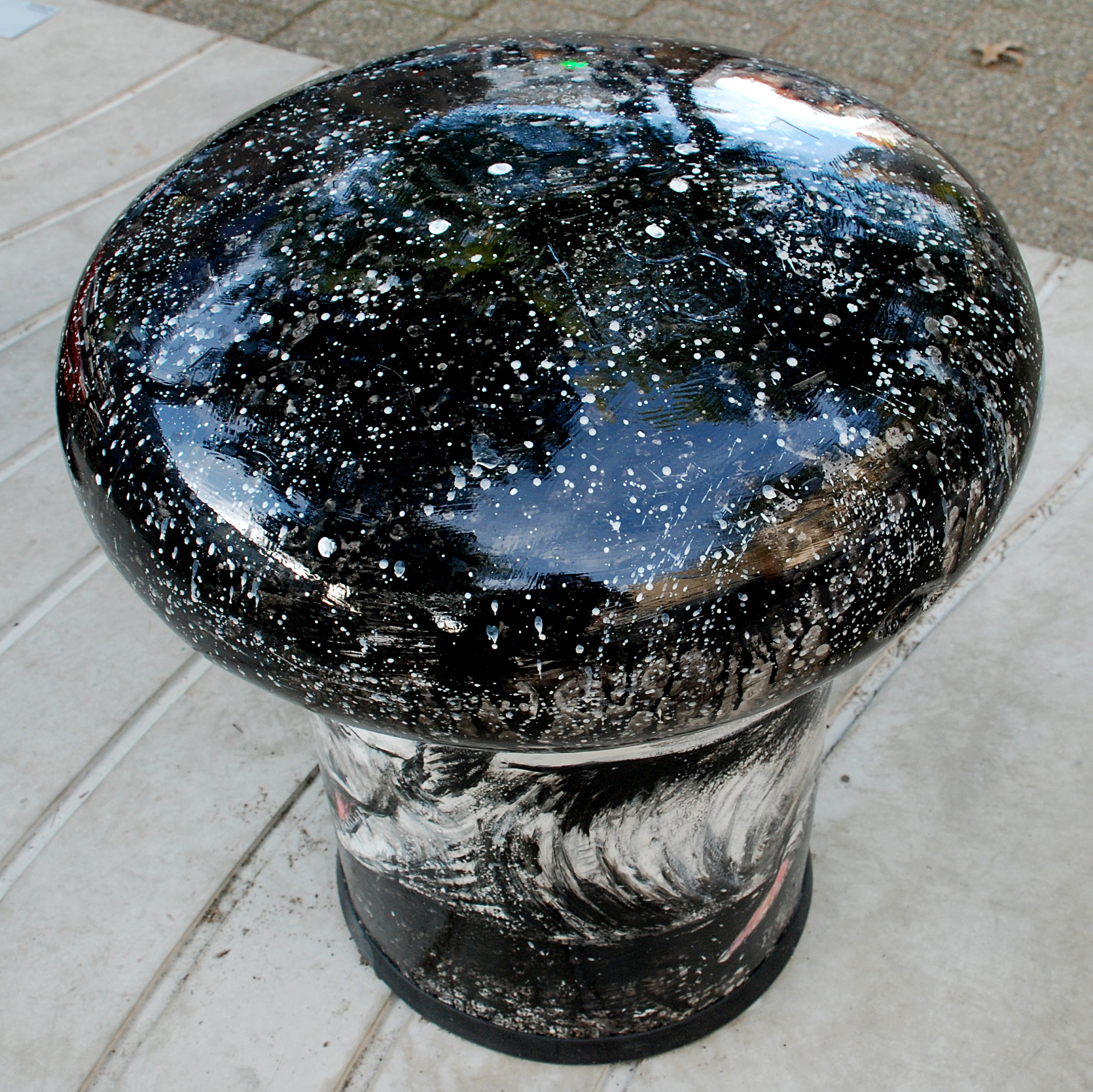
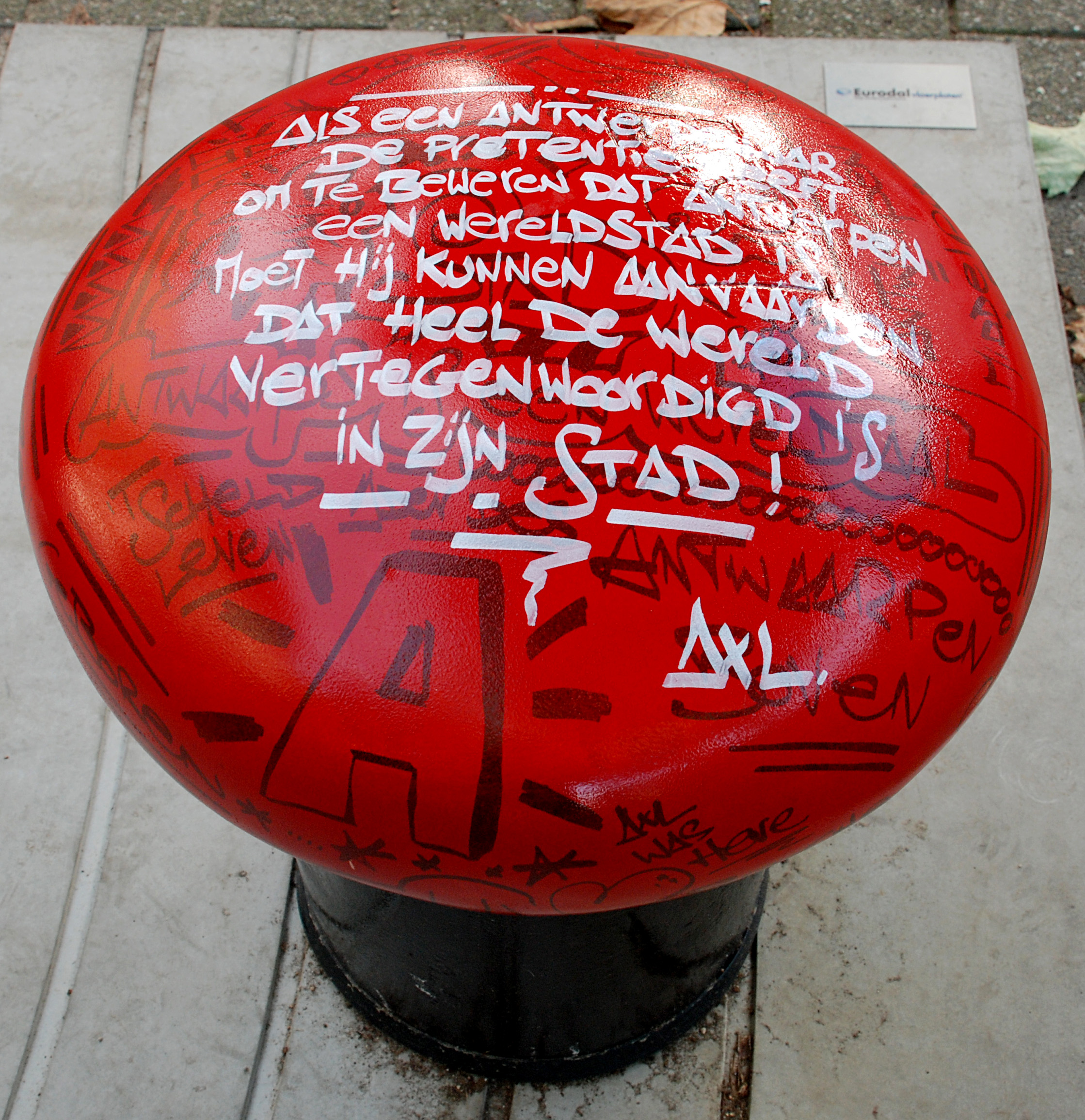

## Bolders in soorten en maten

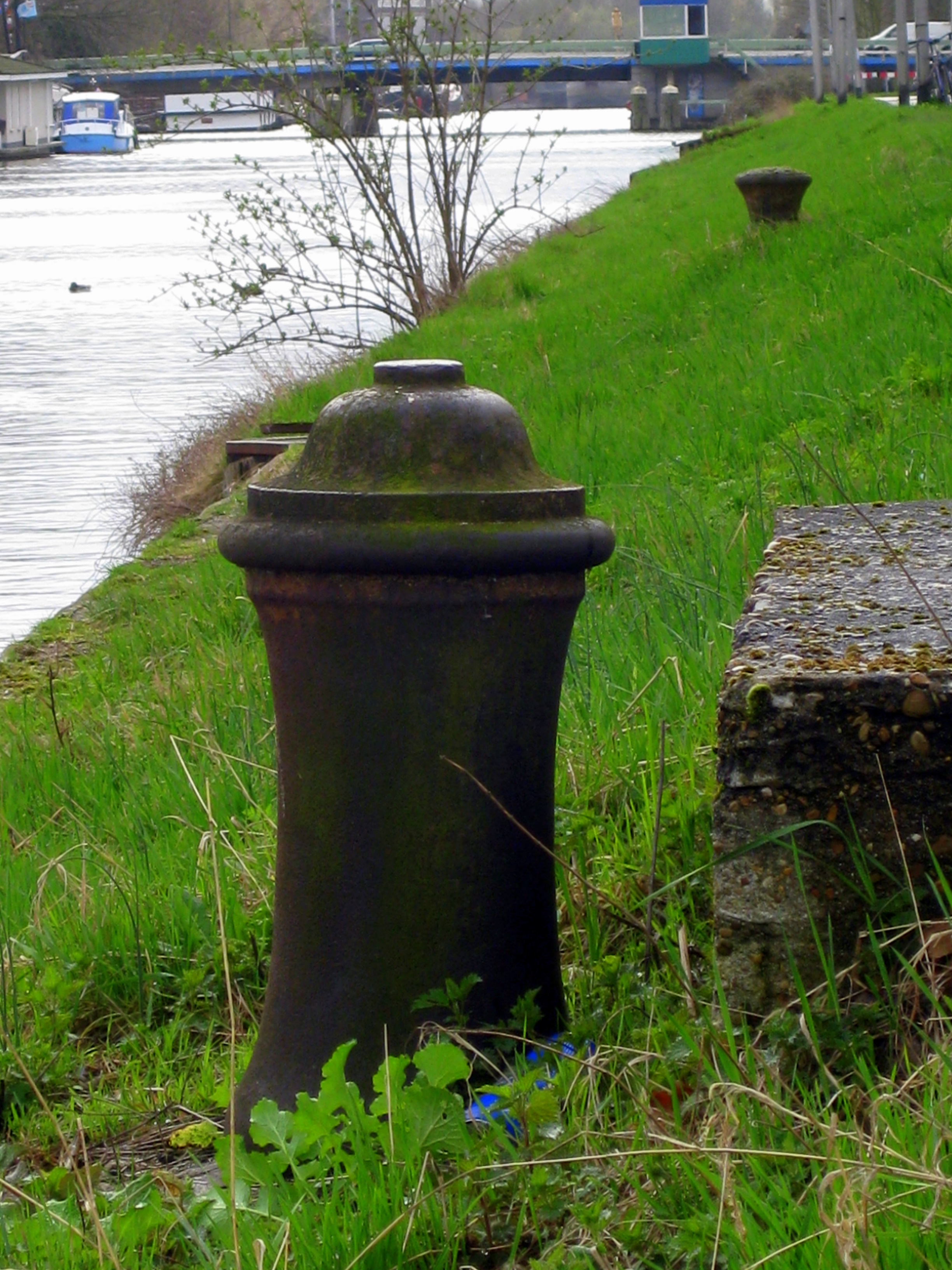
Bolders gemaakt van kanonnen aan het Merwedekanaal, Utrecht
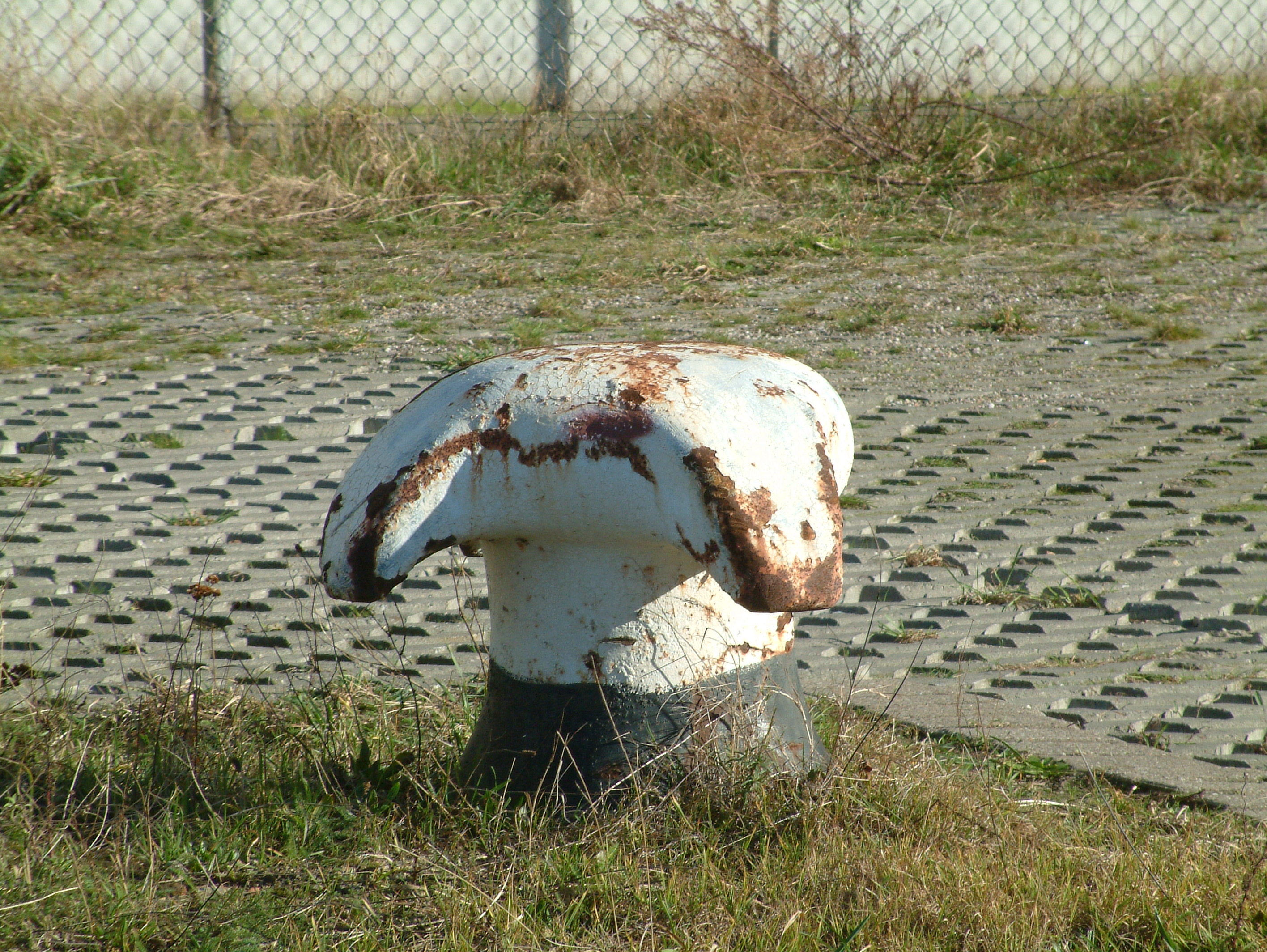
Bolder in de Botlek bij Rotterdam
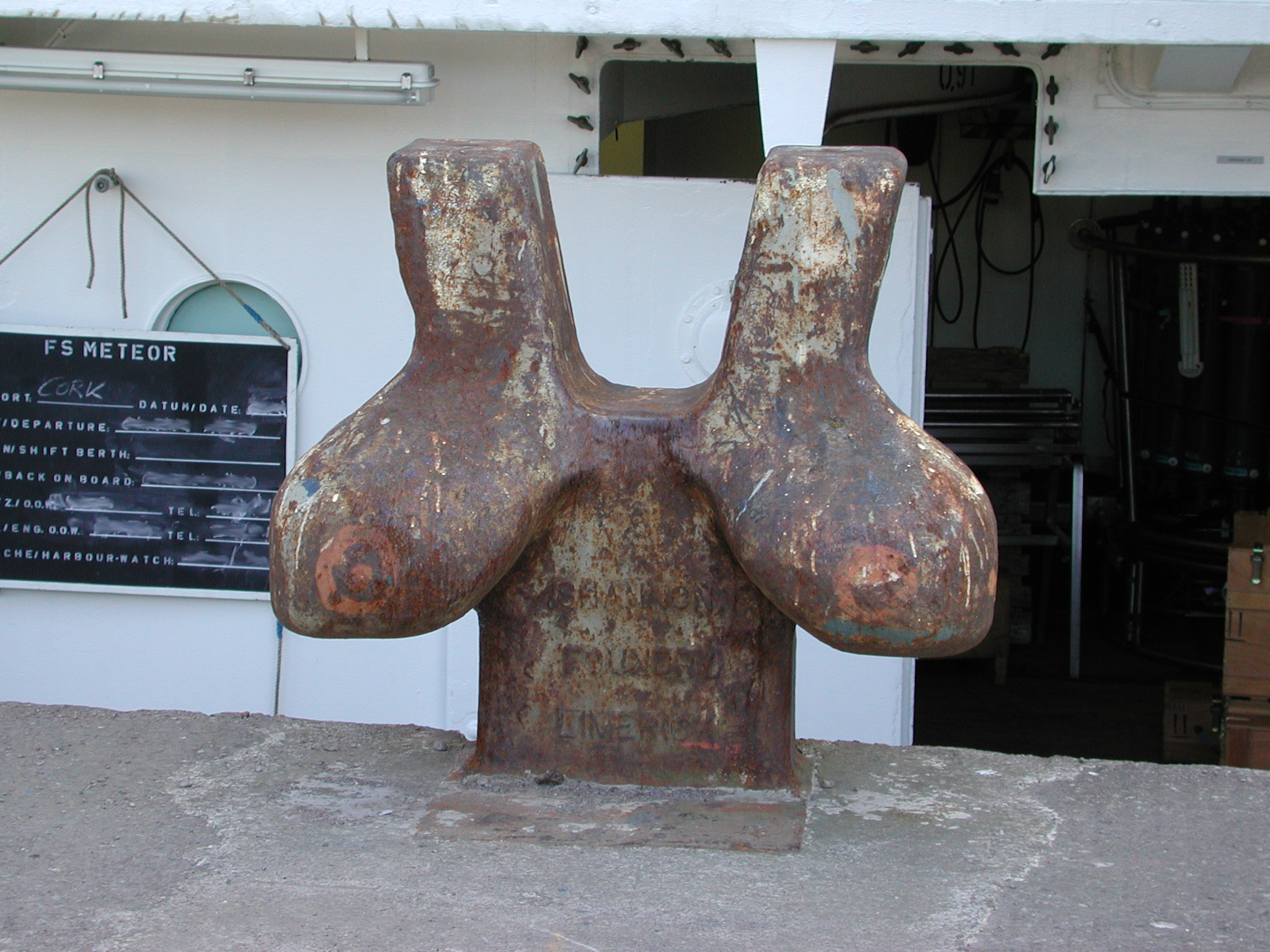
Bolder in de haven van Cork, Ierland
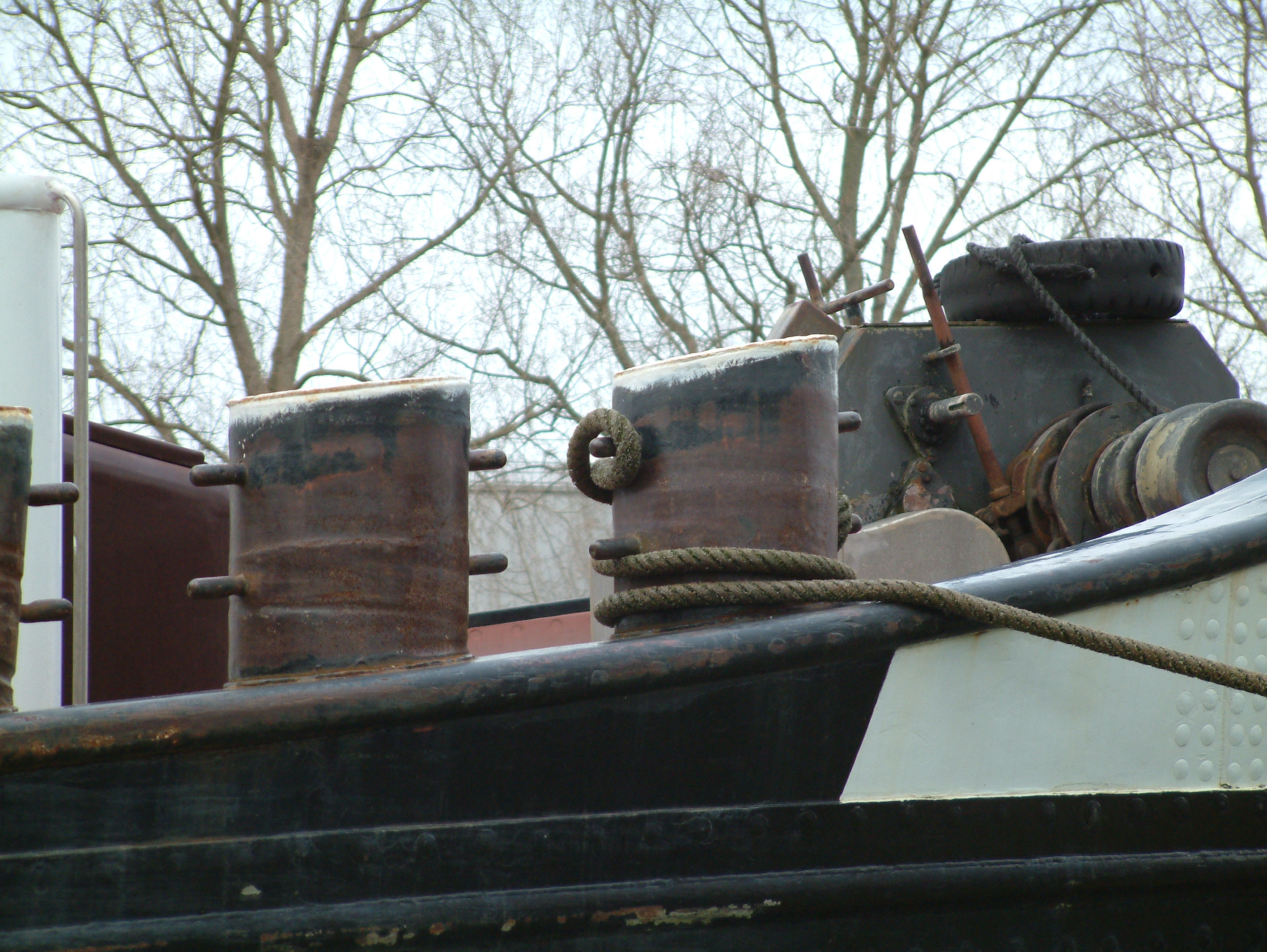
Bolder van een binnenschip
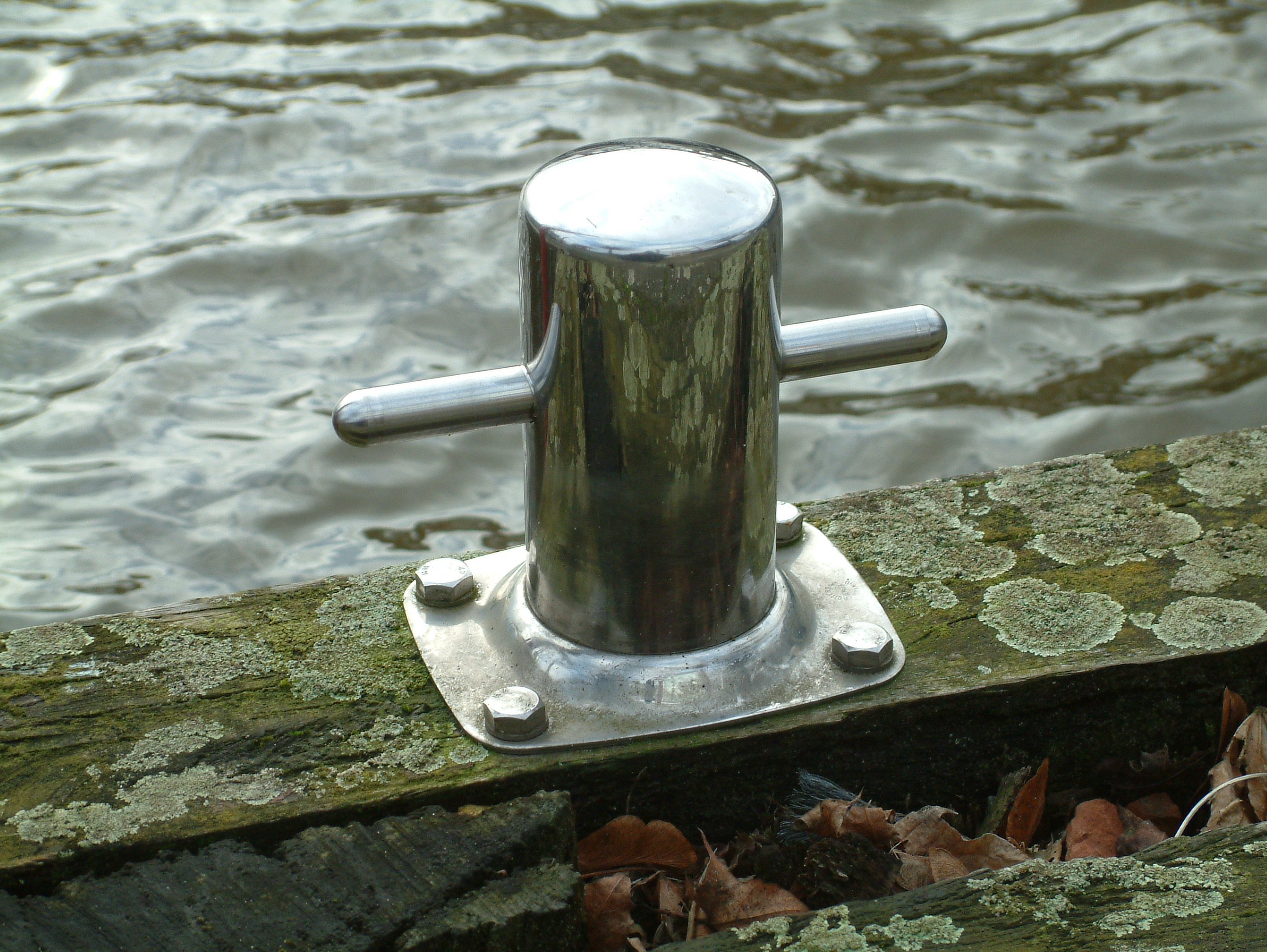
Bolder voor het afmeren van jachten
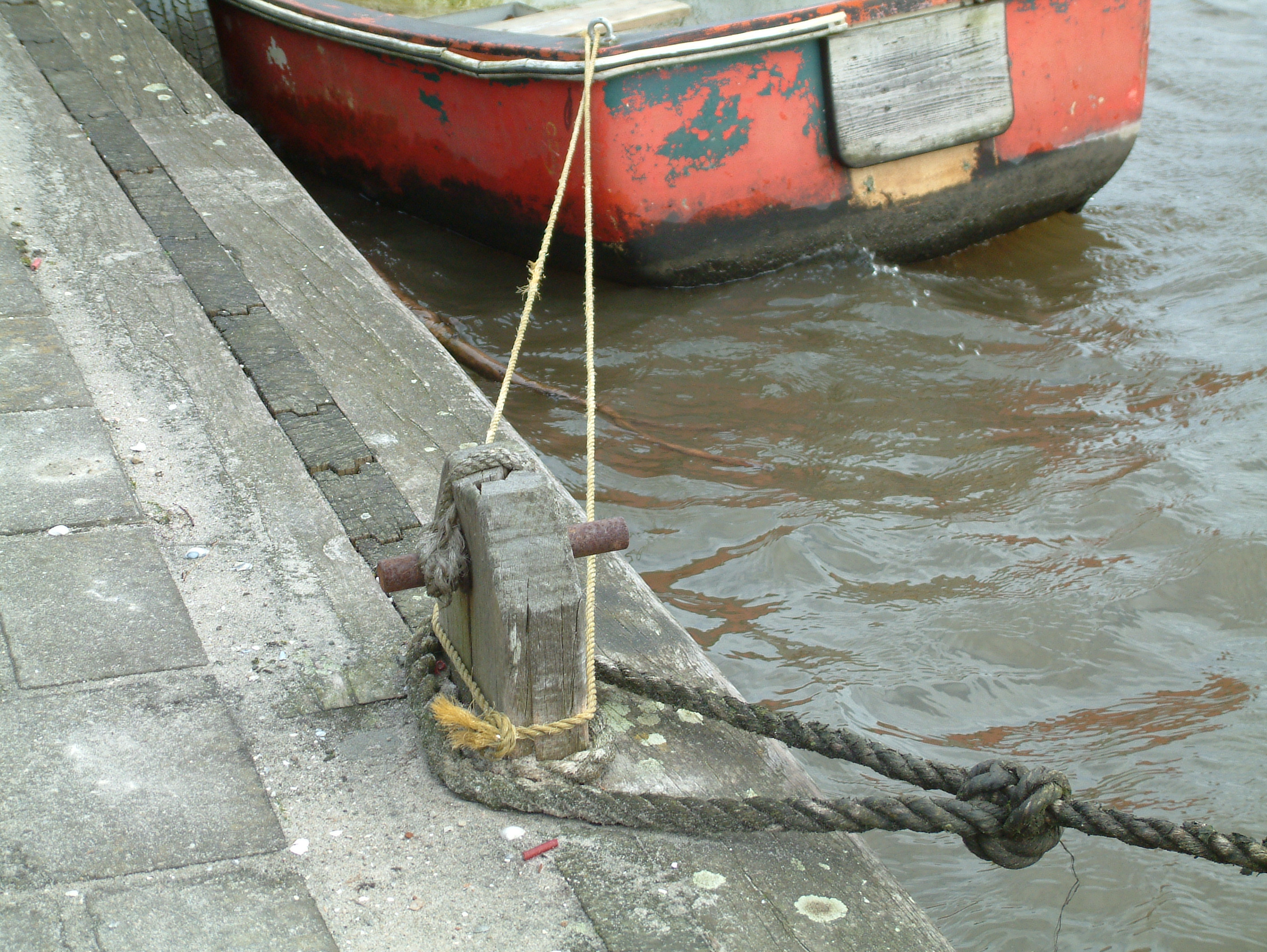
Houten bolder in Meerkerk
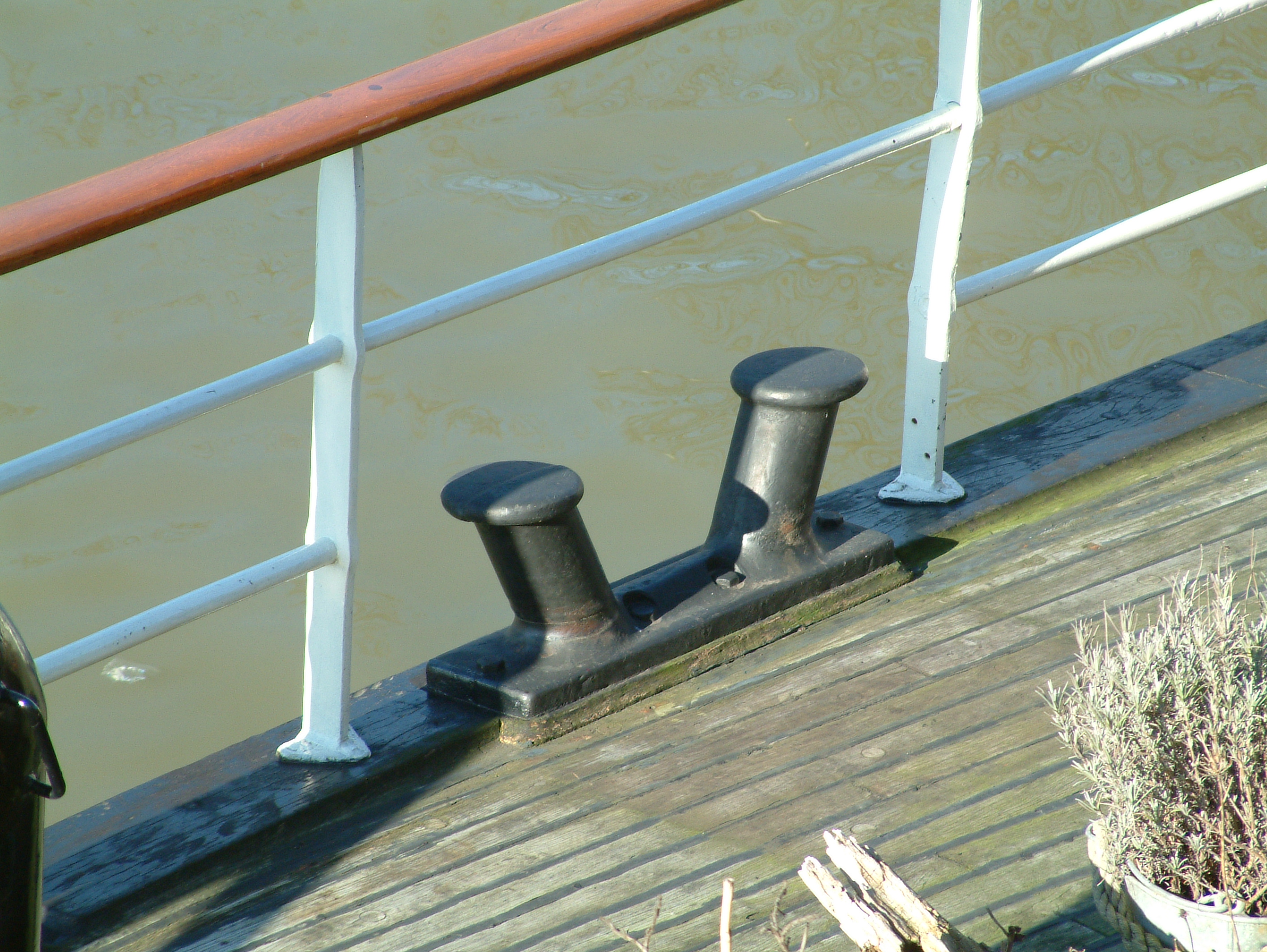
Een bolder als een kikker
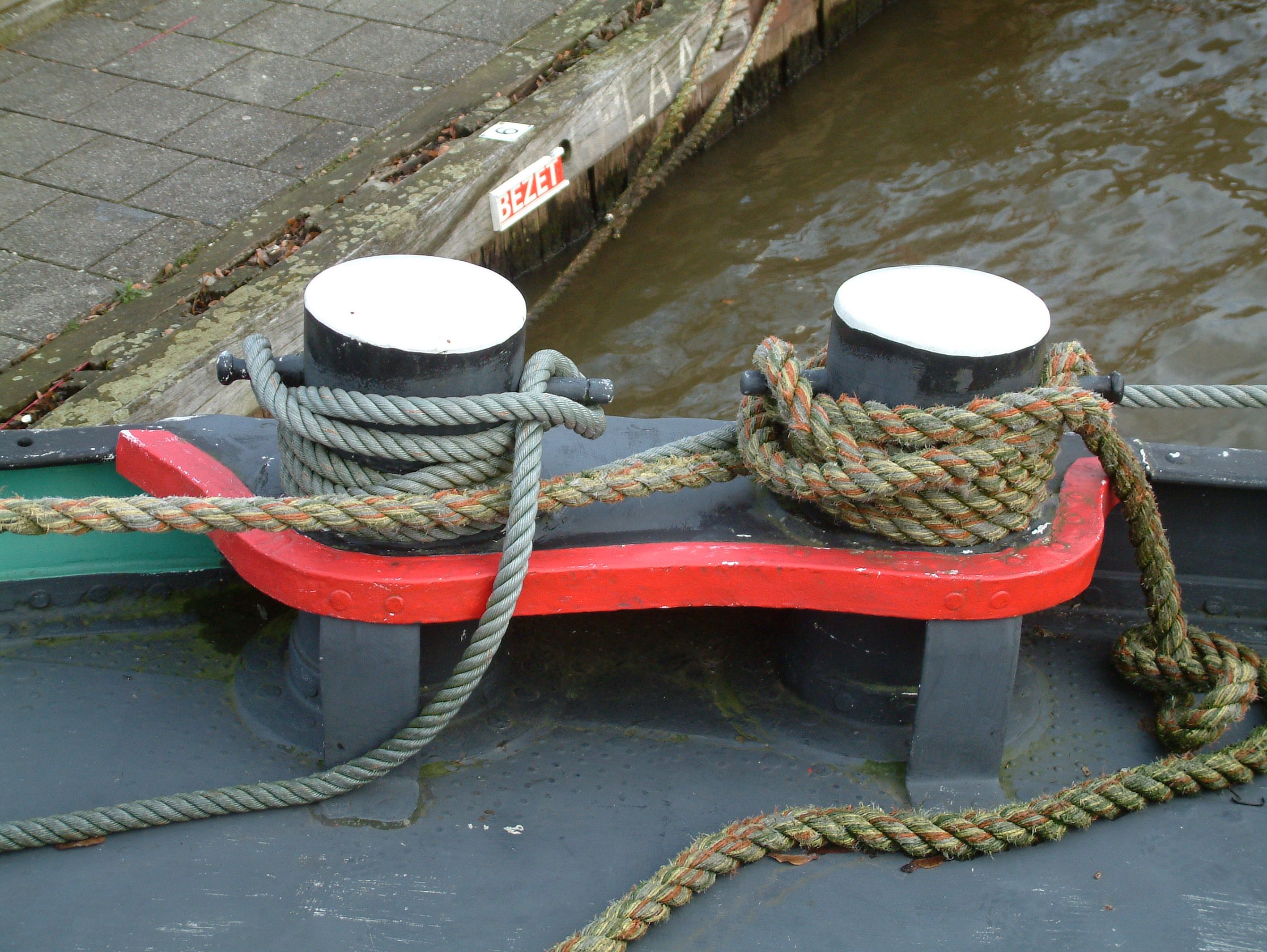
Bolder van een varend monument
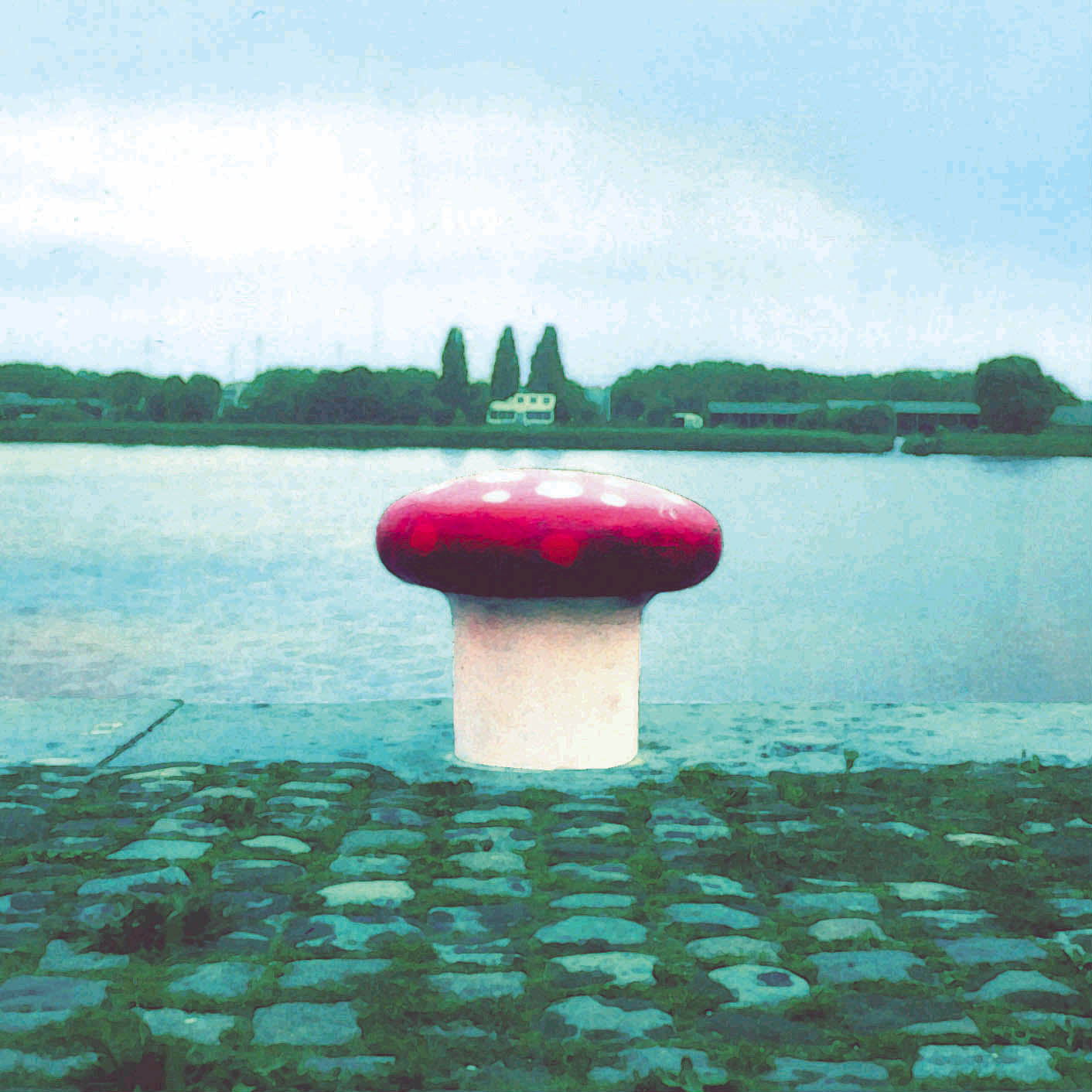
Bollard Mushroom
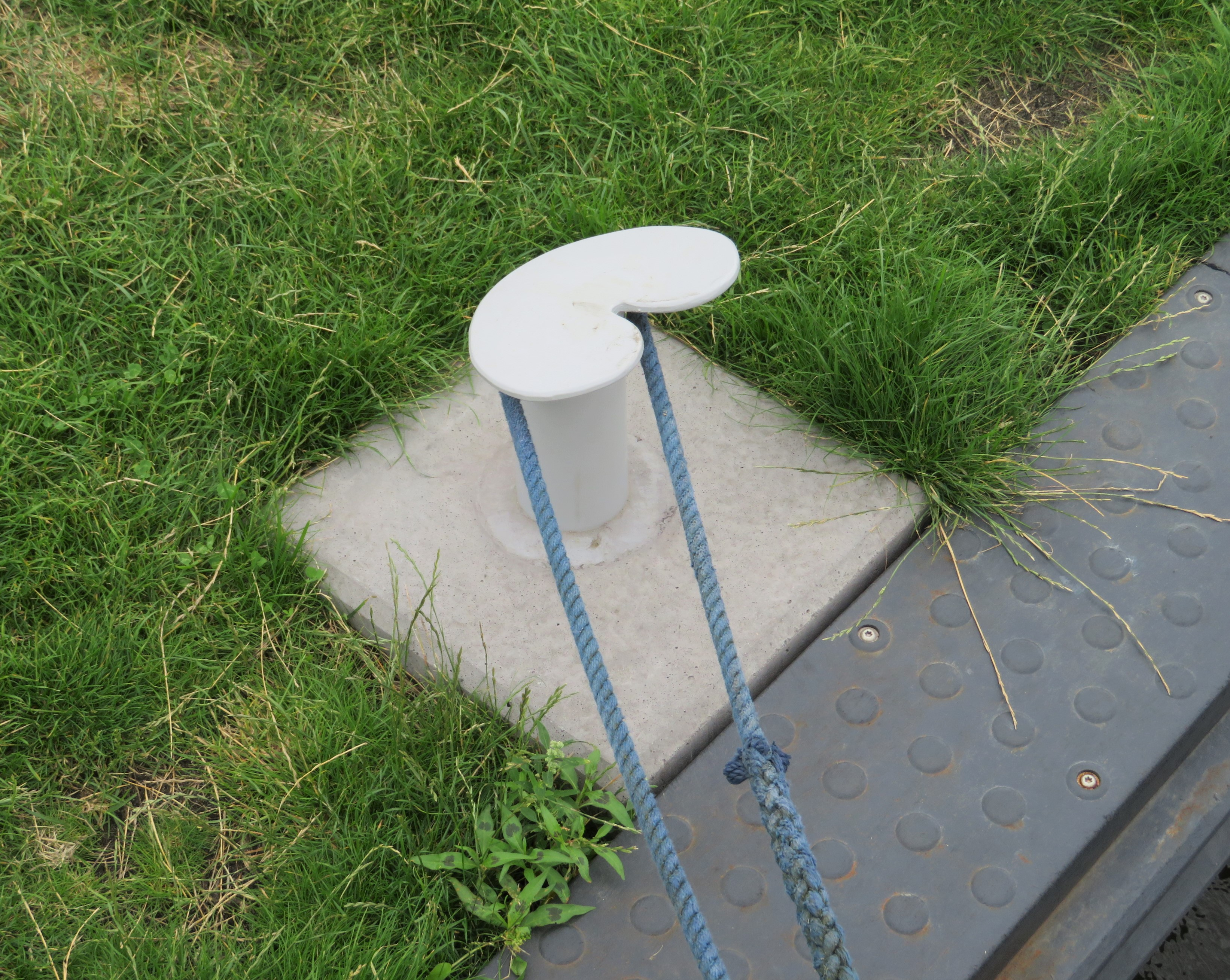
Bolder op een Marrekrite aanlegplaats, Friesland
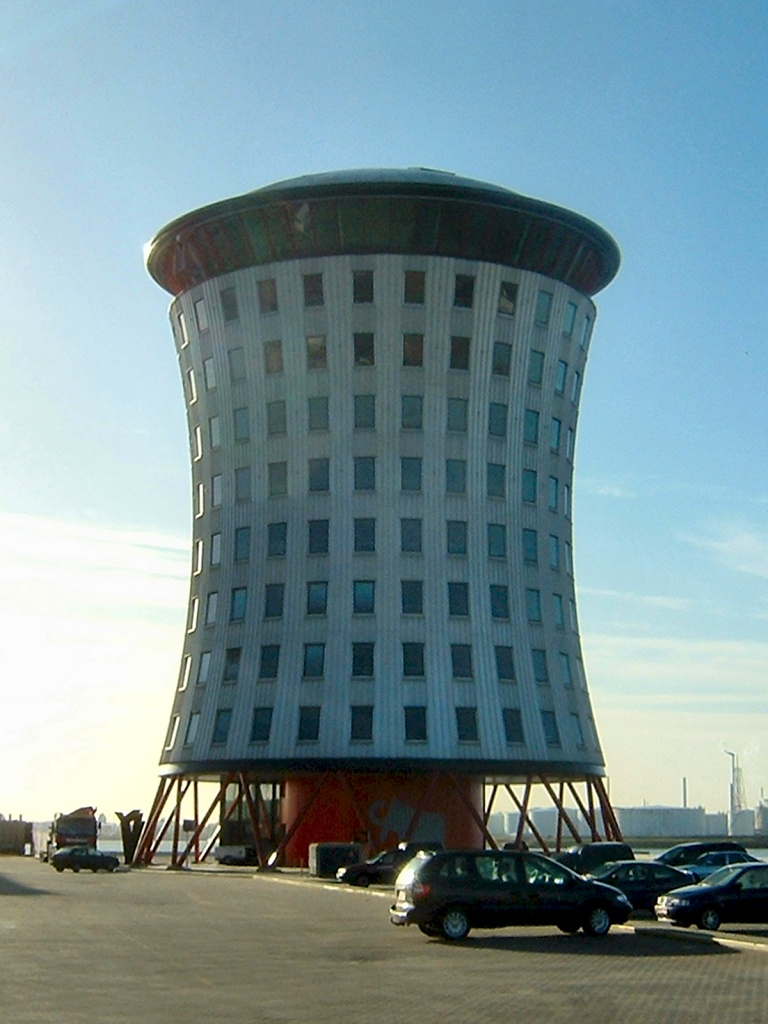
Gebouw "De Bolder" in Schiedam
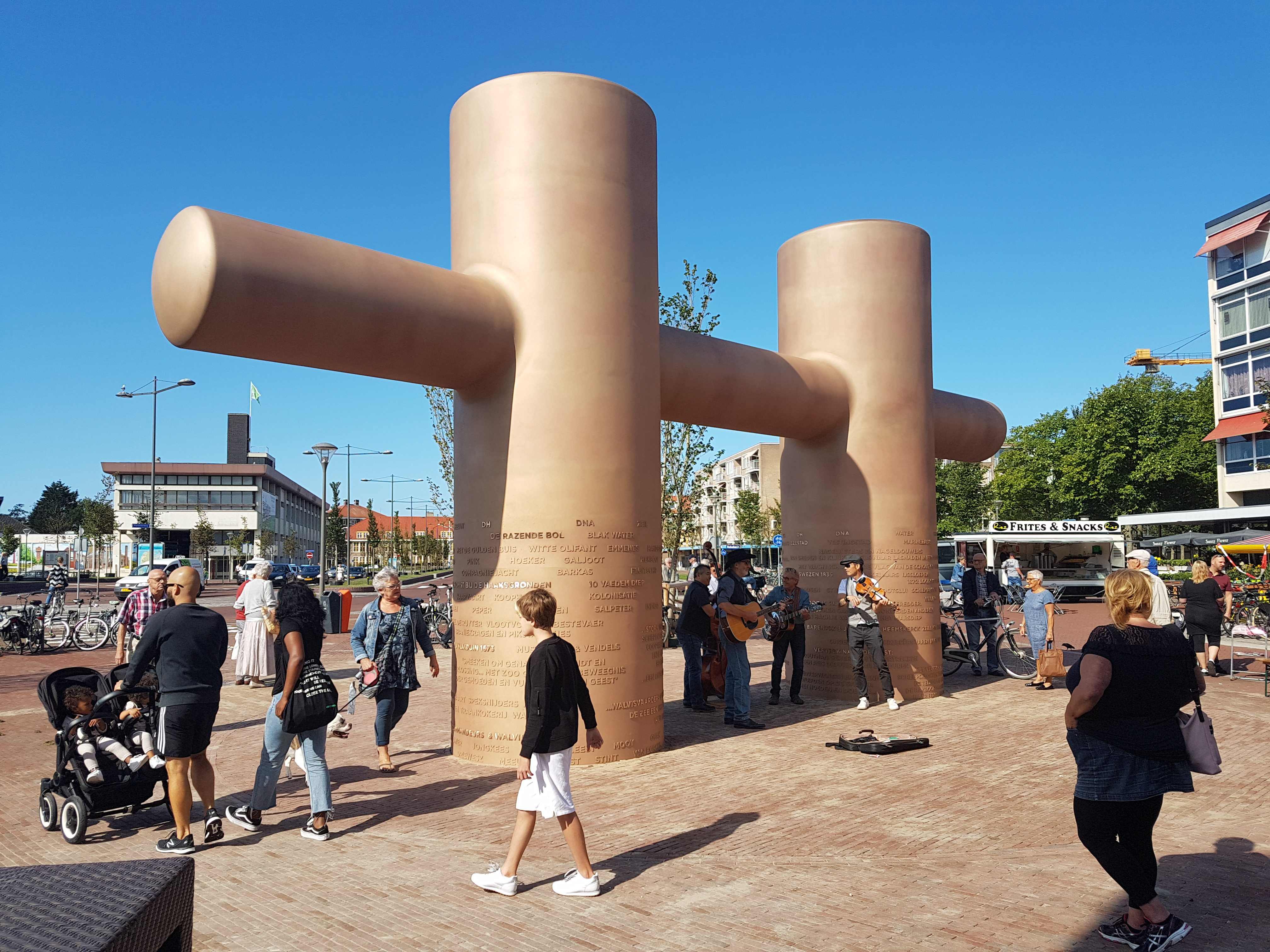
De Dubbele Bolder, een monument in Den Helder

## Etymologie
Het woord bolder is verwant met het Vlaamse bollaert, dat knotwilg betekent. Er is mogelijk ook een relatie met het Franse poltre, dat veulen betekent, mogelijk vanwege de vorm. Er is ook een relatie met de poller, een beweegbare paal.